# Athos Bertacchini
Athos Bertacchini (Guarda Ferrarese, 28 marzo 1903 – Ferrara, 6 gennaio 1982) è stato un calciatore italiano, di ruolo attaccante.

## Biografia
Primo dei tre fratelli Bertacchini, era conosciuto come Bertacchini I.

## Carriera
Ha giocato quattro stagioni con la maglia della Spal: ha esordito nel campionato di Prima Divisione 1924-1925 il 30 novembre 1924 nella partita Spal-Mantova (4-1). Ha poi disputato la stagione 1925-1926 in Seconda Divisione contribuendo alla promozione, e altri due campionati dal 1926 al 1928 in Prima Divisione. Ha totalizzato 8 presenze e tre reti in Seconda Divisione e 23 presenze e quattro reti in Prima Divisione.
Nel 1928, lasciata Ferrara, passa alla Fiorentina dove disputa 13 partite con 5 reti. A fine stagione e viene nuovamente messo in lista di trasferimento.
Tornato a Ferrara, vi ha disputato due stagioni in Prima Divisione dal 1929 al 1931.
Nell'ottobre 1933 si svincola dal Dopolavoro FRAGD, squadra di Castelmassa.

## Palmarès
- Seconda Divisione: 1

SPAL: 1925-1926